# Протагонист
Протагонистът представлява главен герой (централна или основна фигура) в драма или история. Съществителното произлиза от гръцката дума πρωταγωνιστής, „играещият първостепенна роля, главен актьор“. В древногръцкия театър трима актьори играят всички основни драматични роли в трагедията; главната е изиграна от протагониста, а останалите две от деутерагониста и тритагониста.
Термините протагонист, главен герой и герой на произведението са разностранно дефинирани, като в зависимост от източника могат да означават различни понятия. В художествената литература повестта за протагониста може да бъде разказана от перспективата на друг герой (който също така може, но и не е задължително да бъде разказвачът). За пример, това може да бъде разказвач, който разказва участта на редица протагонисти като например изтъкнати фигури, пресъздадени от биографична перспектива.
Основният противник на протагониста е герой, известен като антагонист, който представлява или създава препятствие, което протагонистът (протагонистите) трябва да преодолее (преодолеят). Подобно на случая с протагониста, може да има повече от един антагонист в дадена история.
Понякога творбата предлага отделен герой като протагонист, само за да се отърве неочаквано от него като форма на драматичен похват. Подобен герой се нарича измамен протагонист. Мериън във филма на Алфред Хичкок „Психо“ (1960) е подходящ пример.
Когато сюжетът съдържа второстепенни линии, същите могат да описват различни от утвърдените в главния сюжет протагонисти. В някои творби протагонистите могат да бъдат невъзможни за класифициране в случаите, в които историята съдържа многочислени сюжетни линии, непозволяващи ясното идентифициране на една от тях като основна, както може да се забележи във „В първия кръг“ на Александър Солженицин, описващ множество от герои затворени и живеещи в лагера ГУЛАГ или във „Война и мир“ на Лев Толстой, където над 15 главни герои биват изобразени като забъркани в или повлияни от войната.
В психодрамата „протагонистът“ е човек (член на група, пациент или клиент), който решава да разиграе някои значителни моменти от живота си, преживявания или взаимоотношения на сцената с помощта на психодраматичен режисьор и другите членове, които поемат допълнителни роли на спомагателни егота.